# Плави Нил (вилајет)
Плави Нил  (арап. النيل الأزرق‎) је један од вилајета Судана. Налази се на југоистоку земље на граници са Јужним Суданом. Површина је 45.844 km² а број становника је око 1,2 милиона. Ед Дамазин је главни град. У вилајету живи преку 40 различитих народа. Предвиђено је да становништво ове области на некој врсти референдума одлучни о својој даљој судбини и о евентуалном прикључењу Јужном Судану.